# Briše pri Polhovem Gradcu
Briše pri Polhovem Gradcu – wieś w Słowenii, w gminie Dobrova-Polhov Gradec. W 2018 roku liczyła 162 mieszkańców.